# Bitis inornata
Bitis inornata (лат.) — вид ядовитых змей рода африканские гадюки (Bitis) из семейства гадюковых (Viperidae). Эндемик ЮАР. Встречается только в Капской провинции. Подвиды в настоящее время не признаны.

## Описание
Bitis inornata — небольшая змея с толстым слегка уплощённым телом и коротким хвостом. Средняя общая длина (тело + хвост) — ок. 25-40 см, максимально зарегистрированная длина составила 45 см. Голова широкая, плоская, треугольной формы, хорошо отделена узкой шеей от тела. Морда короткая, угол глазной щели отчётливый. Глаза среднего размера с вертикально-эллиптическими зрачками. Имеется низкий гребень над каждым глазом без рогов. Спинная чешуя килевидная с апикальными ямками .

## Таксономия
Вид Bitis inornata был впервые описан как новый вид в 1838 году английским врачом-хирургом и зоологом Эндрю Смитом.

## Ареал и местообитание
Bitis inornata — эндемик Капской провинции ЮАР. Изолированная популяция существует в горном хребте Снеберг в восточной части Капской провинции.
Встречается на высотах от 1600 до 1800 м над уровнем моря, обитает в траве на скалистых горных плато.

## Поведение и экология
Вид — наземный сумеречный, обычно активен рано утром и поздно днём. Зимой впадает в спячку. Укрывается в травянистых кочках и под большими камнями на горных плато. Змея ядовита и агрессивна, легко возбуждается, если потревожить, делает взрывной бросок и не задумываясь наносит укусы. Питается в основном мелкими ящерицами, сцинками и грызунами.

## Охранный статус
Bitis inornata относят к видам, вызывающим наименьшие опасения в Красном списке угрожаемых видов МСОП.